# Osuna
Osuna er en by og kommune i det sydlige Spanien i provinsen Sevilla. Den har et indbyggertal på 17.374 (2024) indbyggere.